# Rozdziele (Pieniny)
Rozdziele, Rozdziela, słow. sedlo Rozdiel – położona na wysokości 803 m n.p.m. przełęcz oddzielająca Pieniny od Beskidu Sądeckiego, a konkretnie należący do Beskidu Sądeckiego Szczob (920 m) od Wierchliczki (960 m) należącej do Małych Pienin. Przez przełęcz tę i szczyty, oraz cały główny grzbiet Małych Pienin i grzbiet Beskidu Sądeckiego do Przełęczy Gromadzkiej biegnie granica polsko-słowacka. 400 m na północ od przełęczy Rozdziela znajduje się skrzyżowanie szlaków turystyki pieszej, rowerowej i konnej, a przez przełęcz przechodzi polna droga do Litmanowej na Słowacji (dawne turystyczne przejście graniczne). Z rejonu przejścia granicznego i szlaków prowadzących do Beskidu Sądeckiego doskonale widać Tatry.
Rozdziele to szerokie i płaskie siodło. Obszar przełęczy oraz całe zachodnie, północne i południowe zbocza, a także duży obszar wschodnich (słowackich) zboczy jest odkryty i trawiasty. Po polskiej stronie są to łąki Grybnik, Łaz i Brysztan. Rozciągają się stąd kapitalne i szerokie widoki na Pieniny, Beskid Sądecki, Gorce. Spod przełęczy oraz północnych zboczy Wierchliczki wypływa Potok Brysztański i widoczne są imponujące Brysztańskie Skały, będące fragmentem rezerwatu przyrody Biała Woda. Na słowacką stronę spływa potok Rozdziel.
Przełęcz Rozdziele leży na północnej granicy Pienińskiego Pasa Skałkowego, który w tym miejscu „wychodzi” za granice Polski (patrząc z zachodu na wschód).
Dawniej tereny te należały do wsi Biała Woda, wysiedlonej w 1947 r. w ramach akcji Wisła. Potem przez jakiś czas istniała tutaj socjalistyczna spółdzielnia mleczarska. Powyżej przełęczy, na północnych zboczach Wierchliczki istnieje jeszcze zrujnowany budynek będący pozostałością po niej. Obecnie na dawnych polach uprawnych prowadzony jest kulturowy wypas owiec i bydła. Poniżej przełęczy istnieje bacówka, w której kupić można oscypki. Polskie stoki przełęczy znajdują się w miejscowości Jaworki w województwie małopolskim, w powiecie nowotarskim, w gminie miejsko-wiejskiej Szczawnica.

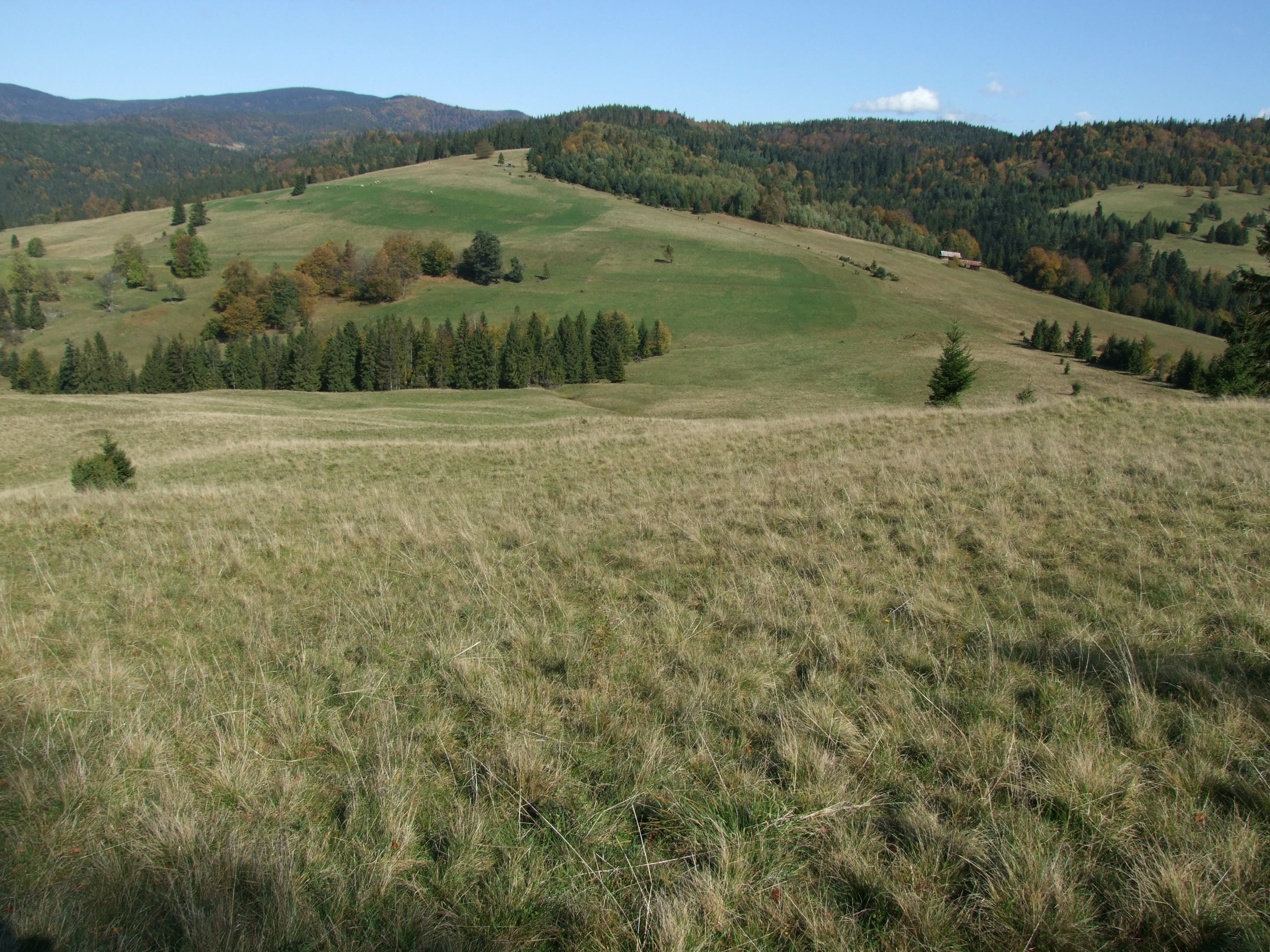
Przełęcz Rozdziela. U góry Pasmo Radziejowej
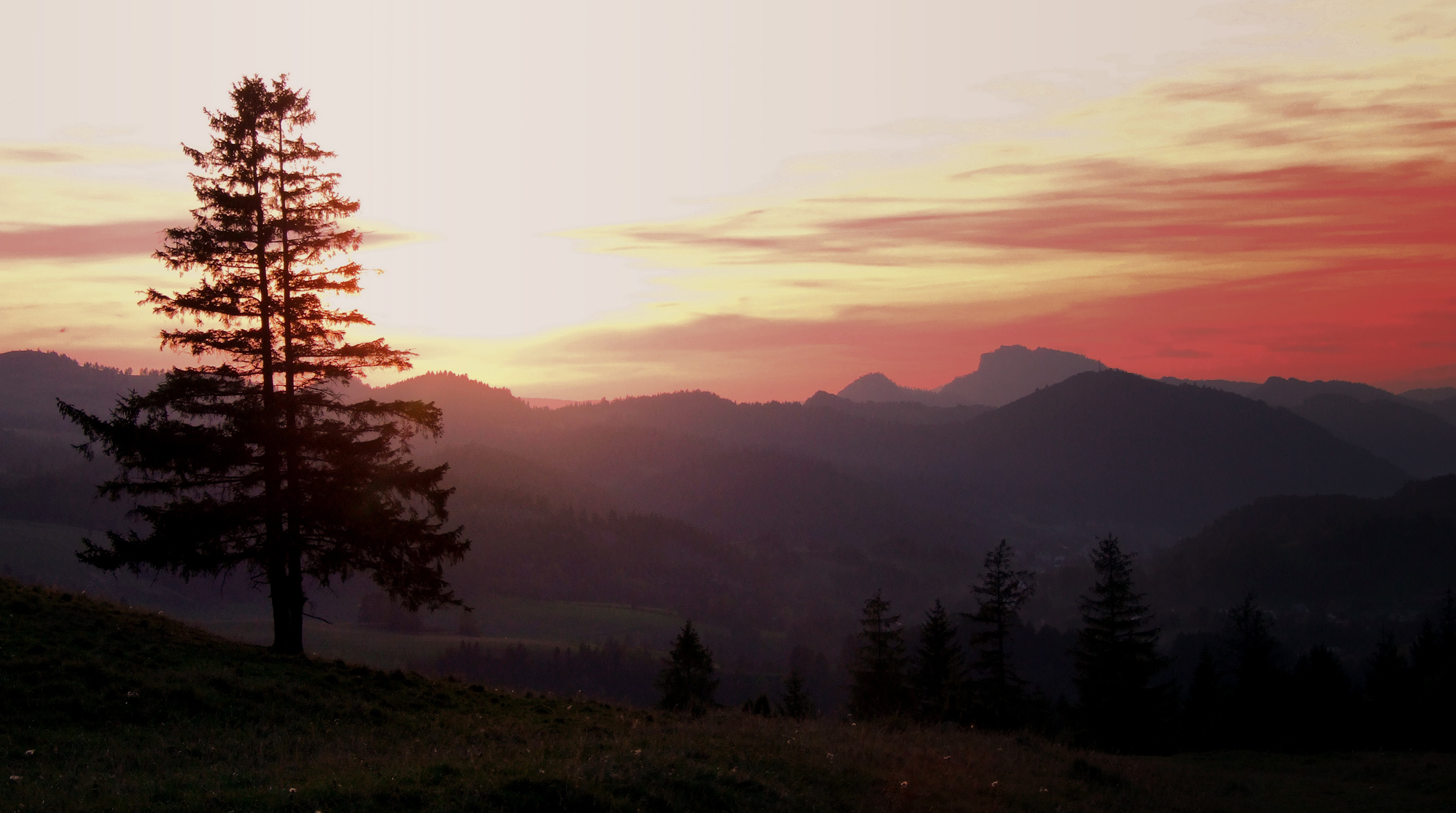
Widok spod przełęczy Rozdziela na Pieniny
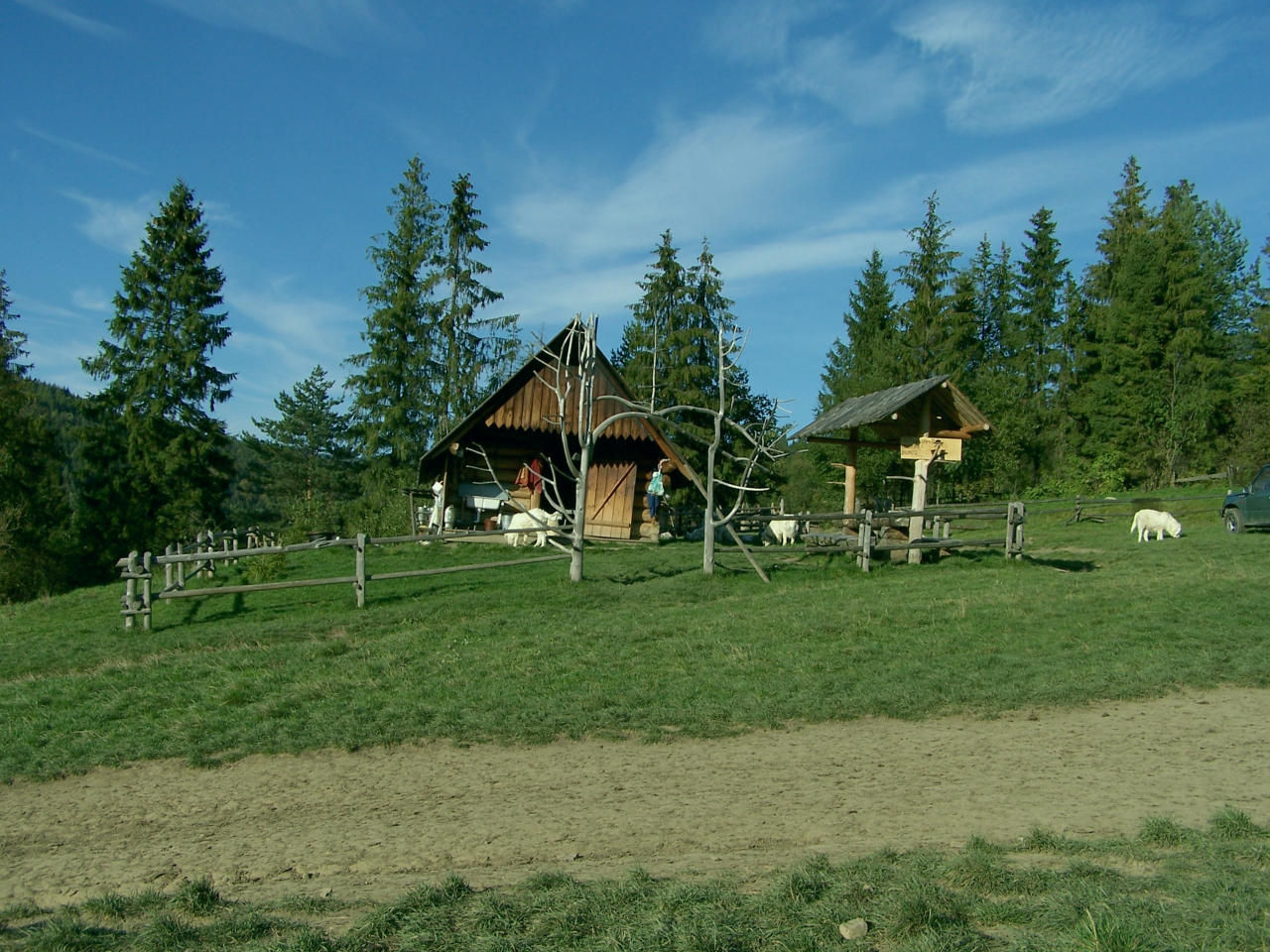
Bacówka na zachodnich zboczach przełęczy

Szlaki turystyki pieszej
(od skrzyżowania przy przejściu granicznym):
 – niebieski do Gromadzkiej Przełęczy przez Szczob i Hurcałki (1 h)
 – niebieski głównym grzbietem Małych Pienin na Wysoką (2 h)
 – żółty do Jaworek przez rezerwat przyrody Białą Wodę. 1:10 h (↑ 1:30 h)
 – żółty do Litmanowej. 1 h (↑ 1:15 h)
Szlaki turystyki rowerowej
 – do Szczawnicy przez Białą Wodę i Jaworki.
 – na Przełęcz Gromadzką (szlakiem turystyki pieszej).
Szlaki turystyki konnej
 – pętla z Jaworek przez Białą Wodę, przełęcz Rozdziela, Szczob, Przełęcz Gromadzką, Litawcową, Ruski Wierch do Jaworek.
 – pętla z Jaworek przez Białą Wodę, przełęcz Rozdziela, Wierchliczkę, Polanę pod Wysoką do Jaworek.

## Upamiętnienie
O przełęczy Rozdziele mówi piosenka autorstwa Bartosza Pająka z ok. 2003 roku pt. „Rozdziele”. Rodowód piosenki jest związany z funkcjonowaniem w sezonie letnim, prowadzonej przez SKPB Łódź, nieodległej bazy namiotowej pod Wysoką (nad Wąwozem Homole) i stosunkowo częstymi wizytami jej użytkowników w pobliżu tej przełęczy.